# F355チャレンジ
『F355チャレンジ』 (F355 Challenge) は、セガが1999年に稼働開始したアーケード用ドライビングシミュレーターゲーム。2000年8月3日にドリームキャスト版が発売。2001年1月にはアーケードにてバージョンアップ版となる『F355チャレンジ2』が稼働開始。2002年9月26日にはPlayStation 2版が『フェラーリ F355チャレンジ』として発売された。

## 概要
フェラーリ社の公認ワンメイクレースの一つ『F355チャレンジ・レース』を題材とし、同社のライセンス供与を受けて開発された作品。AM2研が開発した『デイトナUSA』などの他レースゲームとは違い、リアリティを追求した操作性や実在サーキットの収録、走行アシスト機能・走行データ確認機能の実装など、本格的なシミュレーターを目指して作られた。本作のディレクターを務めた鈴木裕はF355を所有するオーナーであり、レースゲームとしては1992年の『バーチャレーシング』以来のディレクション作品となる。なお、F355は鈴木だけではなく、『ソニック』『ナイツ』『ファンタシースター』の開発で知られる中裕司も所有していた。
アシスト機能は、SC（スタビリティ・コントロール）・TC（トラクション・コントロール）・ABS（アンチロック・ブレーキ・システム）・IBS（インテリジェント・ブレーキ・システム）の4種で、走行中自由にON/OFFを切り替えできる。シフト操作やアシスト機能の有無を決めるレベルは、オートマチックでIBSが使用できる初級、セミオートの中級、DXタイプ筐体にのみ存在する6速Hパターンシフトレバーとクラッチペダルを使用するマニュアル操作・アシスト機能無しのシミュレーターから選択する。
アーケード版及び家庭版のアーケードモードでは、音声・画面表示による走行ガイド付きで練習できるトレーニング、制限時間が無くなるまで単独走行するフリー走行、8台で走行するレースの3モードが用意されている。
ドリームキャスト版では時間制限なしでマシンセッティングができるシングルモードや、全6戦のレースで獲得ポイントを競うチャンピオンシップモード、インターネットに接続してゴーストカーを使用した多人数タイムアタックができるネットワークモード、隠しコース5種が追加された。隠しコースについてはアーケードでもバージョンアップ版『F355チャレンジ2』で追加された。
PS2版ではチャンピオンシップモードに加え、他車や壁への接触やコースアウトをしない紳士的な走りとドライビングテクニックで高スコアを目指すグレートドライバーチャレンジモードや、F355にまつわるムービー・画像を閲覧できるギャラリーモードなどが追加された。

## アーケード筐体
どちらの筐体も共通して、シフトレバーはパドルシフトを採用。筐体外装部の塗装はロッソ・コルサ（赤色）が使用されている。また、筐体のデザインは実車のF355のデザインを手がけたピニンファリーナが担当していた。
DXタイプ
29インチのモニターを3台搭載。パドルシフトに加え、6速Hパターンシフトレバーとクラッチペダルが付いている。
ゲーム終了後に走行データをプリントアウト可能。
『F355チャレンジ2』版では筐体外装部の塗装がジャッロ・モデナ（黄色）に変更されている。
ツインタイプ
最大8人対戦に対応した筐体。1画面となり、クラッチペダルと6速Hパターンシフトレバーは非搭載。
走行データはビジュアルメモリに保存でき、タイムの確認が可能。ドリームキャストとの連動で走行データが閲覧できる他、インターネットランキングに登録することも可能だった。

## コース
- MOTEGI[10]（ツインリンクもてぎ スーパースピードウェイ）
- SUZUKA-SHORT[10]（鈴鹿サーキット 東コース）
- MONZA（モンツァ・サーキット）
- SUGO（スポーツランドSUGO）
- SUZUKA（鈴鹿サーキット 国際レーシングコース）
- LONG-BEACH（ロングビーチ市街地コース）

ドリームキャスト版では以下の隠しコースが追加された。『F355チャレンジ2』にも収録され、PS2版では最初から選択可能。なお、FIORANOはフェラーリ社専用のテストコースの為、レースで走行することは不可。
- ATLANTA（アトランタ・モーター・スピードウェイ）
- NURBURGRING（ニュルブルクリンク 南コース）
- LAGUNA-SECA（ラグナ・セカ）
- SEPANG（セパン・インターナショナル・サーキット）
- FIORANO（フィオラノサーキット）